# لورانس ألويسيوس بيرك
لورانس ألويسيوس بيرك (بالإنجليزية: Lawrence Aloysius Burke)‏ هو كاهن كاثوليكي جامايكي، ولد في 27 أكتوبر 1932 في كينغستون في جامايكا، وتوفي بنفس المكان في 24 يناير 2010.